# Phare de Klofningur
Le phare de Klofningur (Klofningurviti en islandais) est un phare situé sur l'île de Klofningur, à l'entrée du port de l'île de Flatey, dans le Breiðafjörður.